# 反宗教
反宗教（antireligion）指反對宗教的教義乃至其存在合理性的思想或行為。
這個詞可以用來形容反對现有的大型組織宗教，包括部份有神論者及不可知論者；反宗教也可以是描述一個更廣泛的反對任何形式的信仰中的超自然力量或神，部份無神論者和反神論者屬於此類。